# Rezső Rozgonyi
Rezső Rozgonyi (fl. XX secolo) è stato un calciatore ungherese, di ruolo difensore.

## Carriera
Giocò nel Kispest negli anni '30 assieme a Rezső Somlai e a Ferenc Puskás I, padre di Ferenc Puskás. Fece parte della Nazionale ungherese ai Mondiali del 1934.